# Bactris kunorum
Bactris kunorum är en enhjärtbladig växtart som beskrevs av De Nevers och Michael Howard Grayum. Bactris kunorum ingår i släktet Bactris och familjen Arecaceae. Inga underarter finns listade i Catalogue of Life.